# Pentacladia mateui
Pentacladia mateui är en stekelart som beskrevs av Gérard Delvare 2001. Pentacladia mateui ingår i släktet Pentacladia och familjen hoppglanssteklar.
Artens utbredningsområde är Algeriet. Inga underarter finns listade i Catalogue of Life.